# Quellgebiet der Weißen Gelster
Das Quellgebiet der Weißen Gelster liegt im Naturraum Velmeder Tal, südlich von Laudenbach im westlichen Meißnervorland. Umgeben wird der von Kalkquellsümpfen, Hochstaudenfluren, Seggenrieden und Feuchtbrachen geprägte Bereich von landwirtschaftlich genutzten Flächen. Um von dem Gelände, das zum Lebensraum seltener und gefährdeter Pflanzenarten sowie bedrohter Tierarten geworden ist, Störungen fernzuhalten, wurde das Grundstück im Jahr 1991 als Naturschutzgebiet ausgewiesen. Es ist zudem Teil des Flora-Fauna-Habitat-Gebiets „Meißner und Meißner Vorland“.

## Weiße Gelster

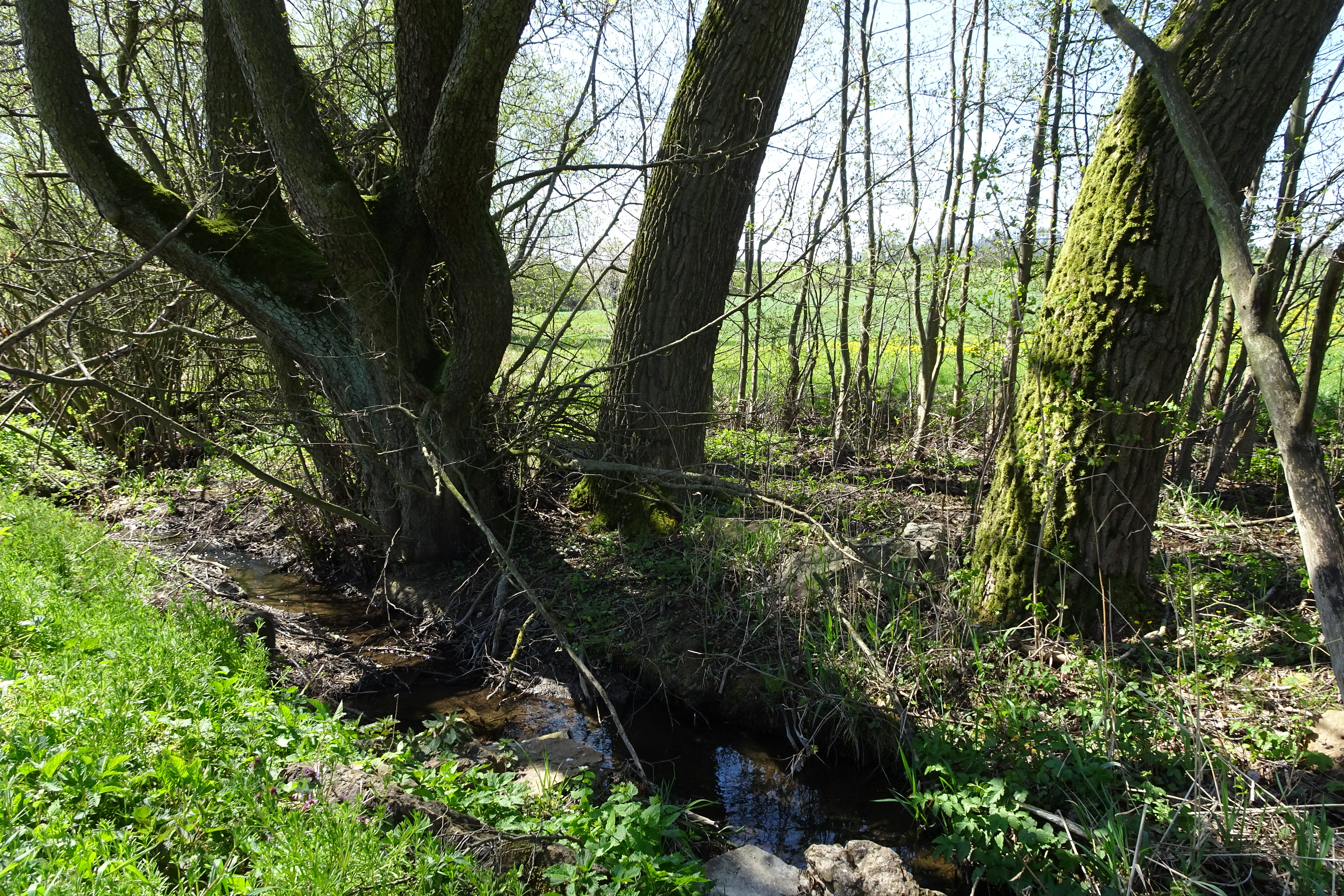
Mehrere Austrittsstellen speisen den jungen Laudenbach im Quellgebiet

Seinen Beinamen „Weiße“ verdankt der Bach der hellen Färbung, die besonders nach starken Regenfällen entsteht, wenn die ausgespülten Partikel des kalkhaltigen Bodens das Wasser milchig-trübe tönen. Der eigentliche Name des Gewässers, das in der Umgangssprache „Weiße Gelster“ genannt wird, ist jedoch Laudenbach. Er mündet nördlich von Uengsterode in die von Westen kommende Gelster. Das in ihrem Oberlauf auch „Schwarze Gelster“ genannte Gewässer entspringt an einem Nordausläufer des Hirschbergs im Kaufunger Wald. Der Beiname „Schwarze“ entstand vermutlich schon vor langer Zeit, als das Wasser der Gelster zur Reinigung der Maschinen und Gerätschaften der Großalmeröder Feuerfestindustrie und des Bergbaus im Gebiet des Hirschbergs genutzt wurde und dabei braunschwarzer Kohlenstaub das junge Gewässer verunreinigte. Nach dem Zusammenfluss mit dem Laudenbach fließt die Gelster weiter nach Norden, wo sie in Witzenhausen linksseitig in die Werra mündet.

## Lage
Das Quellgebiet liegt im Tal einer offenen, überwiegend ackerbaulich bewirtschafteten Landschaft, am nordwestlichen Hang des Meinetsbergs im nordhessischen Werra-Meißner-Kreis, in einer Höhe zwischen 360 m und 410 m. Administrativ gehört das Gelände zu den Gemarkungen von Laudenbach, einem Ortsteil der Stadt Großalmerode und Velmeden, einem Ortsteil der Stadt Hessisch Lichtenau. Im Westen begrenzt die Landesstraße 3238 den geschützten Bereich.
Das Schutzgebiet gehört zum Geo-Naturpark Frau-Holle-Land. In der naturräumlichen Gliederung Deutschlands wird es dem Velmeder Tal (357.51), einer Teileinheit der Witzenhausen-Altmorschener Talung (357.5) zugeordnet. Nach Osten geht der Quellbereich in das Gebiet des Hohen Meißners (357.81) und nach Westen in das Rommeroder Hügelland (357.53) über. Sie sind Untergliederungen des Fulda-Werra-Berglands (357) in der Haupteinheitengruppe des Osthessischen Berglands.

### Geologie
Das Velmeder Tal befindet sich im Gelstergraben, einen von Süden nach Norden verlaufenden Bruch in der Erdformation, der von den Mittelgebirgen Kaufunger Wald im Westen und Meißner im Osten flankiert wird. Der Gelstergraben gehört zu der verzweigten Abfolge von Senken der Witzenhausen-Altmorschener Talung. Es sind sogenannte saxonische Gräben, die durch bruchschollentektonische Vorgänge eingebrochen sind. Diese begannen in der Oberkreidezeit vor rund fünfundachtzig Millionen Jahren und währten bis ins späte Pliozän vor rund zwei Millionen Jahren. Ausgelöst durch die die Nord-Drift der Afrikanischen Platte und der ihr vorgelagerten Kleinplatten gegen die Eurasische Platte erhöhte sich der Druck auf die Erdkruste im heutigen Mitteleuropa. Anders als in den Alpen, in denen Deckenüberschiebungen mit Faltenbildungen vorherrschten, wurden hier die Krustenschollen entlang von Störungen abgesenkt oder angehoben.

## Das Schutzgebiet
Ausgangsgestein der Bodenbildung im Quellgebiet ist der Keuper mit dem grundwasserbeeinflussten Bodentyp Gleye. Er kommt in unterschiedlicher Ausprägung vor und weist eine hohe Basenversorgung auf.
Bedingt durch die Höhenstufe am Westhang des Meißners, bestimmt ein kühles und niederschlagsreiches Berglandklima mit einer verzögerten Vegetationsentwicklung das Schutzgebiet.
Den überwiegenden Teil der Flächen nehmen artenreiche Grünlandgesellschaften der Frisch- und Feuchtwiesen sowie Seggenriede ein.

### Vegetation
Zu den vegetationskundlichen Besonderheiten des Schutzgebiets gehören Davallseggenriede sowie Pfeifengras- und Goldhaferwiesen. Sie lagen lange Zeit in weiten Teilen brach und werden ab Mitte der 1980er Jahre im Rahmen von Pflegeverträgen von Landwirten im Spätsommer gemäht.
- Davallseggenried

Zu den Beständen der Davallseggen-Gesellschaft gehören meist niedrigwüchsige Seggen- und Binsenformationen. Als Kennarten gelten die namengebende Davalls Segge sowie das Breitblättrige Wollgras und die Sumpf-Stendelwurz. Daneben treten bestandsprägend Blaugrüne-, Gelb- und Hirse-Segge, Sumpf-Pippau, Schmalblättriges Wollgras, Sumpf-Schachtelhalm und Sumpf-Baldrian auf. Einige hochwüchsige Arten wie die Kohldistel oder die Bach-Nelkenwurz erreichen stellenweise eine beachtliche Dominanz. In dem Bereich ist meist eine artenreiche Moosschicht ausgebildet. Als typische Laubmoose kommen in dem nassen kalkreichen Lebensraum mit Stern-Goldschlafmoos, Veränderlichem Starknervmoos und Haarfarnähnlichem Spaltzahnmoos besondere Arten vor, die als bedroht angesehen werden.
Wegen der Vielzahl seltener Pflanzen, die im Quellgebiet wachsen, wird dem Schutzgebiet eine landesweite Bedeutung beigemessen. Zu denen in der „Roten Liste Hessen“ als gefährdet oder stark gefährdet eingestuften Kostbarkeiten gehören: Flache Quellbinse, Floh- und Davalls Segge, Armblütige Sumpfbinse, Sumpf-Stendelwurz,  Schmalblättriges und Breitblättriges Wollgras, Geflecktes und Breitblättriges Knabenkraut, Sumpf-Herzblatt, Sumpf-Kreuzblume, Sumpf-Dreizack und Trollblume.
- Pfeifengraswiesen

Dieser Vegetationstyp auf den kalkreichem Boden über Keuper entstand durch eine extensive Nutzung mit wenigen Mahdterminen im Jahr. Das Blaue Pfeifengras gab diesem Lebensraum aufgrund seines bestimmenden Auftretens seinen Namen. Auf den Wiesen wachsen typische, teilweise stark gefährdete Arten wie Kümmelblättrige Silge, Heil-Ziest Nordisches Labkraut, Purgier-Lein und Teufelsabbiss. Sie vermischen sich mit Arten der Kleinseggenriede, Kalkmagerrasen und Feuchtwiesen, was zu einer hohen Anzahl an Gefäßpflanzen führt.
Der Bestand im Quellgebiet zeichnet sich nach der Grunddatenerfassung im Blick auf bewertungsrelevante Habitatstrukturen durch einen besonderen Artenreichtum aus, von dessen großem Angebot an Blüten, Samen und Früchten zahlreiche Insekten profitieren. Auf der krautreichen und mehrschichtig aufgebauten Fläche hat sich ein kleinräumig wechselndes Mosaik ausbilden können.
- Goldhaferwiesen

Das von Botanikern als Goldhaferwiesen bezeichnete Grasland, wird nach der FFH-Richtlinie dem Lebensraumtyp „Berg-Mähwiesen“ zugeordnet. Die bunten und artenreichen Flächen gelten als charakteristische Wiesengesellschaft kühl-feuchter Lagen der Mittelgebirge. Am Meißner sind sie meist auf den mittel- bis flachgründigen Böden zu finden, mit Beständen, denen nährstoffbedingt meist eine geschlossene Oberschicht fehlt. Dadurch gelangt mehr Licht auf den Boden, was niedrig wachsenden Arten ein besseres Auskommen ermöglicht. Kennarten, die auch im Schutzgebiet vorkommen, sind Weichhaariger Pippau, Wald-Storchschnabel und Ährige Teufelskralle. Hinzu kommen die Trennarten Bergwiesen-Frauenmantel, Buschwindröschen, Geflecktes Johanniskraut, Wiesen-Knöterich, Blutwurz und Wald-Hahnenfuß.
Als bemerkenswert angesehen wird das Auftreten zahlreicher Rote Liste-Arten. Im Schutzgebiet konnten sich die stark gefährdeten Bergwohlverleih und Trollblumen entwickeln. Auch weitere gefährdete Seltenheiten wie Wiesen-Leinblatt, Kugel-Teufelskralle und Nordisches Labkraut kommen vor. Die hier wachsenden Bastard-Frauenmantel und Berg-Waldhyazinthe sind in Hessen noch häufig zu finden, gelten aber bundesweit als gefährdet.

### Fauna
- Vögel

Als charakteristische Vögel, die in der extensiv genutzten und strukturreichen Offenlandschaft leben, nennen die Autoren Sieglinde und Lothar Nitsche in dem Buch „Naturschutzgebiete in Hessen, schützen-erleben-pflegen“: Neuntöter, Raubwürger, Wiesenpieper, Braunkehlchen, Sumpfrohrsänger, Feldlerche und Feldschwirl.
- Tagfalter und Widderchen

Durch die geringe Größe des Naturschutzgebiets wurden bei den Untersuchungen für die Grunddatenerfassung im Jahr 2006 zu der Artengruppe der Tagfalter und Widderchen auch die angrenzenden Bereiche miteinbezogen. Trotzdem wurden nur wenige verschiedene Falter nachgewiesen. Als besondere Arten konnten Gelbwürfeliger Dickkopffalter, Mädesüß-Perlmuttfalter, Violetter Waldbläuling, Rundaugen-Mohrenfalter sowie das Sechsfleck-Widderchen beobachtet werden.

## Unterschutzstellung

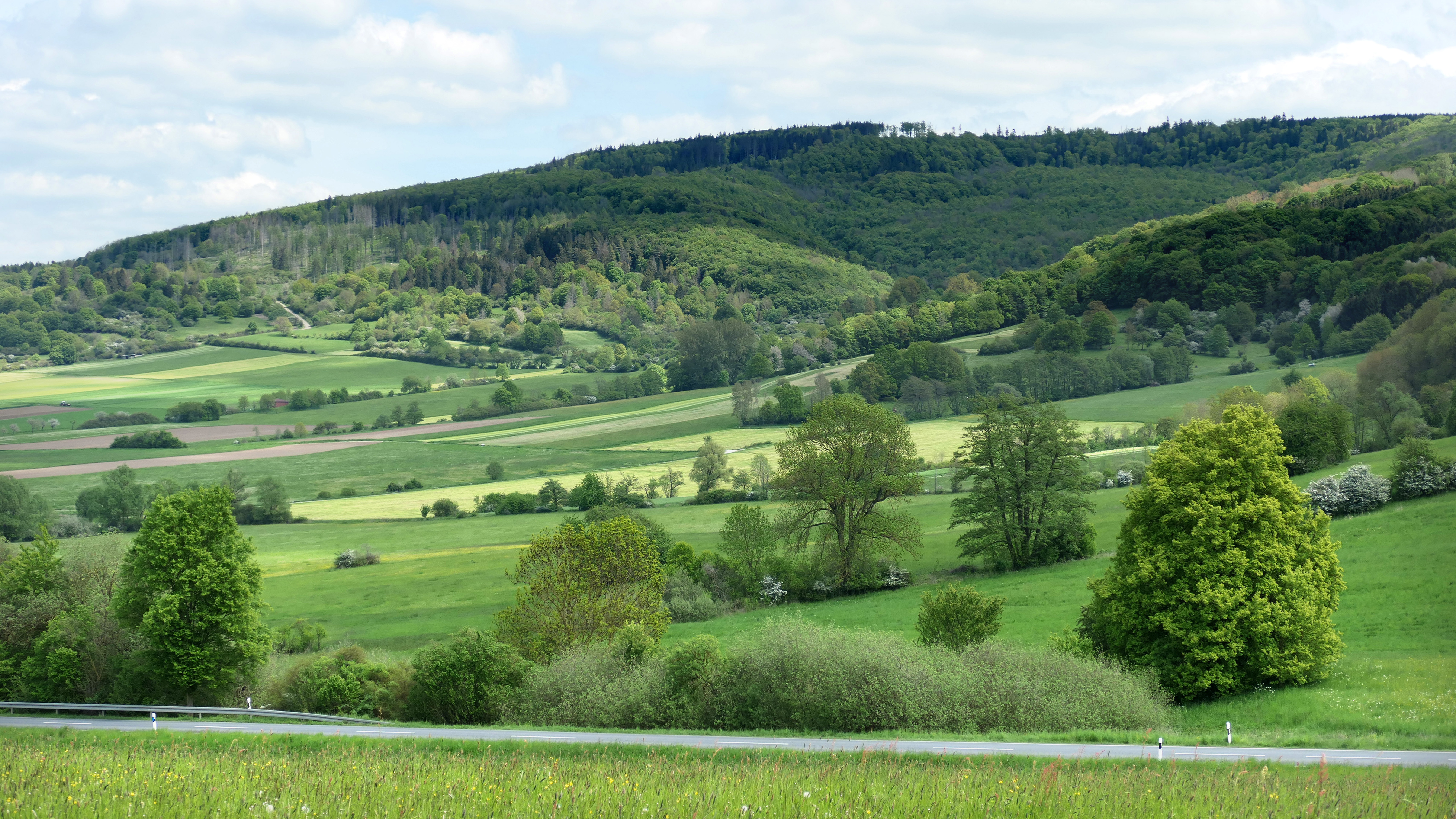
Blick auf das Quellgebiet der Weißen Gelster und den Westhang des Meißners

- Naturschutzgebiet

Mit Verordnung des Regierungspräsidiums in Kassel vom 19. März 1991, die am Tage nach der Verkündung im Hessischen Staatsanzeiger vom 8. April 1991 in Kraft trat, wurden die Kalkquellsümpfe und Feuchtbrachen des Quellgebiets sowie die sie umgebenden landwirtschaftlich genutzten Flächen zum Naturschutzgebiet erklärt. Mit der Unterschutzstellung sollten die nährstoffarmen Kalkquellsümpfe, Hochstaudenfluren, Seggenriede sowie die Feucht- und Magerwiesen erhalten und weiter entwickelt werden. Sie sind im Laufe der Zeit zu Standorten seltener und stark gefährdeter Pflanzenarten sowie zum Lebensraum bedrohter Tierarten geworden. Das Schutzgebiet besitzt eine Größe von 11,47 Hektar, hat die nationale Kennung 1636022 und den WDPA-Code 165060.
Das Naturschutzgebiet liegt vollständig in dem Fauna-Flora-Habitat-Gebiet Meißner und Meißner Vorland und ist so Teil des europaweiten Netzes von Schutzgebieten zur Erhaltung gefährdeter Lebensräume und Arten. Die rechtliche Sicherung erfolgte im Januar 2008 mit der „Verordnung über Natura 2000-Gebiete in Hessen“.
- Flora-Fauna-Habitat-Gebiet

In dem FFH-Gebiet Meißner und Meißner Vorland mit der Gebietsnummer 4725-306 und dem WDPA-Code 555520067 gehört der Bereich des Naturschutzgebiets zu der westlichsten von elf Teilflächen. Das mehr als 2000 Hektar große FFH-Gebiet umfasst mit dem Hohen Meißner und seinem Vorland einen Mittelgebirgsbereich, der nach eigener Werbung des Geo-Naturparks Frau-Holle-Land zu den „landschaftlich reizvollsten und naturschutzfachlich wertvollsten Landschaften Hessens“ gezählt wird. Mit dem Kaufunger Wald und dem Tal der Werra bildet das Gebiet einen dreißig ausgewählten „Hotspots der biologischen Vielfalt“, zu denen Regionen in Deutschland gehören, die einen besonderen Reichtum an charakteristischen Arten, Populationen und Lebensräumen besitzen.
Neben dem Schutz von einundzwanzig natürlichen und naturnahen Lebensraumtypen, die nach dem Anhang I der FFH-Richtlinie als „von gemeinschaftlichem Interesse“ gelten und „für deren Erhaltung besondere Schutzgebiete ausgewiesen werden müssen“, dient das Flora-Fauna-Habitat-Gebiet auch dem Schutz von Luchs, den Fledermausarten Bechsteinfledermaus und Großes Mausohr sowie der Orchidee Frauenschuh und dem Grünen Besenmoos. Es sind Tier- und Pflanzenarten, für die nach dem Anhang II der FFH-Richtlinie ebenfalls besondere Schutzgebiete ausgewiesen werden müssen.
- Europäisches Vogelschutzgebiet

An seiner nördlichen, östlichen und südlichen Seite wird das Naturschutzgebiet von dem 3.690 Hektar großen Vogelschutzgebiet „Meißner“, mit der Nummer 4725-401 und dem WDPA-Code 555537560, umgeben. Es wird als ein bedeutendes Brutgebiet für Vogelarten des Waldes und der naturnahen Waldränder angesehen und besteht aus edellaubholzreichen Buchenwäldern an den Hängen des Meißners und Fichtenforsten auf dem flachwelligen Hochplateau. Dazwischen liegen Magerrasenflächen und Bergwiesen, Quellfluren, Moore und Basaltblockfelder.
Zu den Arten, die zur Ausweisung als Vogelschutzgebiet führten, gehören: Rauhfuß- und Sperlingskauz, Uhu, Schwarzstorch, Mittel-, Schwarz- und Grauspecht, Wanderfalke, Neuntöter, Rotmilan, Wespenbussard sowie die regelmäßig auftretenden Zugvögel Baumpieper, Hohltaube, Waldlaubsänger und Waldschnepfe. Mit dem Rotmilan und dem Mittelspecht beherbergt der Meißner zwei sogenannte Verantwortungsarten, für deren Erhalt und Schutz sich Deutschland nach der Nationalen Strategie zur biologischen Vielfalt besonders verpflichtet hat.

## Besucherhinweis
Durch das Naturschutzgebiet führen keine Wanderwege, es kann über Wirtschaftswege, die den geschützten Bereich tangieren, erreicht werden. Gut einsehbar ist das Schutzgebiet von dem Fahrradweg zwischen Velmeden und Laudenbach, der als „Lückenschluss“ des Meißner-Herkules-Wartburg-Radrundwegs im September 2018 eingeweiht wurde.